# T·V·纳根德拉·普拉萨德
T·V·纳根德拉·普拉萨德（1965年6月12日—），印度外交官，现任印度驻哈萨克斯坦大使，曾任印度驻旧金山总领事、印度驻土库曼斯坦大使等职务。

## 经历
T·V·纳根德拉·普拉萨德出身印度特伦甘纳邦，毕业于安得拉邦农业大学，后在新德里印度农业研究所获得园艺学博士学位。
普拉萨德於1993年加入印度外事服務部，他曾在德黑兰、伦敦、廷布、伯尔尼、阿什哈巴德和旧金山的印度使领馆担任过各种职位。
在印度国内，1999年至2001年，普拉萨德任班加罗尔的地区护照官，后又于2008年至2011年出任变革性电子治理项目“护照服务项目”（Passport Seva Project）项目主任；2018年至2020年，担任外交部海湾事务司领导。
2014年7月4日至2018年1月26日，普拉萨德擔任印度駐土庫曼斯坦大使。2020年至2023年任印度驻旧金山总领事。2023年，由同爲泰盧固人的K·什里克尔·雷德迪接任駐舊金山總領事一職，改任印度駐哈薩克斯坦大使。普拉萨德于2023年9月17日抵阿斯塔纳就任。

## 个人生活
普拉萨德已婚，育有一子。